# Gütekriterien psychologisch-diagnostischer Verfahren
Jede wissenschaftliche Messmethode muss bestimmten Gütekriterien (im Sinne von Qualitätskriterien) genügen. Objektivität und Messgenauigkeit (engl.: reliability, "Beständigkeit"; oftmals unpräzise übersetzt mit: "Zuverlässigkeit") sowie Validität ("Gültigkeit") sind traditionelle Forderungen innerhalb der Psychologischen Diagnostik, also für alle psychologisch-diagnostischen Verfahren, insbesondere für psychologische Tests.

## Klassische und neuere Gütekriterien
Klassische Gütekriterien nach Gulliksen (1950)
Sie gehen den folgenden Fragen nach:
- Objektivität: Sind die auf Grund des psychologisch-diagnostischen Verfahrens gemachten Schlussfolgerungen unabhängig sowohl von der die Untersuchung durchführenden als auch von der die festgestellten Verhaltensweisen auswertenden als auch von der die erhaltenen Ergebnisse interpretierenden Person? Es geht also um die Durchführungsobjektivität (Testleiterunabhängigkeit), die Auswertungsobjektivität (Verrechnungssicherheit) und um die Interpretationsobjektivität (Interpretationseindeutigkeit).
- Reliabilität/Messgenauigkeit: Sind die mit dem psychologisch-diagnostischen Verfahren gewonnenen Ergebnisse ("Testwerte") präzise, d. h. ohne Fehler der Merkmalserfassung? Dabei gibt es zwei methodische Ansätze: Laut Item-Response Theorie (IRT) und laut sog. Klassischer Testtheorie.
- Validität: Misst das psychologisch-diagnostische Verfahren tatsächlich jenes psychische Merkmal, welches es zu messen behauptet? Dabei gibt es verschiedene Konzepte bzw. Begriffe von "Validität", nämlich: Inhaltliche Gültigkeit, Kriteriumsvalidität, Konstruktvalidität.

Neuere Gütekriterien
- Skalierung: Bilden die laut Verrechnungsvorschriften resultierenden Testwerte die empirischen Verhaltensrelationen adäquat ab?
- Nützlichkeit: Ist das psychologisch-diagnostische Verfahren insofern nützlich, als das von ihm gemessene psychische Merkmal praktisch relevant ist und die auf seiner Grundlage getroffenen psychologischen Entscheidungen (Maßnahmen) mehr Nutzen als Schaden erwarten lassen?
- Fairness: Ist für die mit dem psychologisch-diagnostischen Verfahren erzielten Ergebnisse jede systematische Diskriminierung der untersuchten Person auszuschließen, insbesondere in Bezug auf ihre ethnische, soziokulturelle oder geschlechtsspezifische Gruppenzugehörigkeit?
- Ökonomie: Beansprucht das psychologisch-diagnostische Verfahren, gemessen am diagnostischen Informationsgewinn, relativ wenig Ressourcen (Zeit und Geld)?
- Unverfälschbarkeit: Ist für das psychologisch-diagnostische Verfahren auszuschließen, dass die untersuchte Person das resultierende Ergebnis nach eigenem Belieben beeinflussen kann?
- Zumutbarkeit: Schont das psychologisch-diagnostische Verfahren die untersuchte Person absolut und relativ zu dem aus seiner Anwendung resultierenden Nutzen in zeitlicher, psychischer (insbesondere energetisch-motivationaler und emotionaler) sowie körperlicher Hinsicht?
- Normierung/Eichung: Ist das Bezugssystem zur Relativierung des individuellen Testergebnisses im Vergleich zu anderen (sog. Eichtabelle) nicht veraltet, ist die der Eichtabelle zugrundeliegende Population definiert und ist die für die Erstellung der Eichtabelle herangezogene Stichprobe für diese Population auch repräsentativ?